# مانويل أستورغا
مانويل أستورغا (بالإسبانية: Manuel Astorga)‏ هو لاعب كرة قدم تشيلي، ولد في 15 مايو 1937 في إيكويكو في تشيلي. شارك مع منتخب تشيلي لكرة القدم. أما مع النوادي، فقد لعب مع أوداكس إيتاليانو وديبورتيس ماجالانز ونادي أونيفرسيداد دي تشيلي وهواتشيباتو.

## وصلات خارجية
- مانويل أستورغا على موقع الاتحاد الدولي (مؤرشف)  (الإنجليزية)
- مانويل أستورغا على موقع ناشيونال فوتبول تيمز (الإنجليزية)
- مانويل أستورغا على موقع عالم كرة القدم.نت (الإنجليزية)